# 爱在罗马
《爱在罗马》（英語：To Rome with Love）是2012年伍迪·艾伦自编自导自演的魔幻现实主义爱情喜剧电影。影片于意大利罗马取景，2012年4月13日抢先登陆意大利院线，6月22日在洛杉矶和纽约首映，8月23日登陆香港，9月28日登陆台湾。影片展现了一场包括艾伦自己在内的群戏，剧情分成四个单独段落：一名醒来时发现自己成了大明星的文员、一名重返学生时代街头流浪生活的建筑师、一对蜜月中的夫妇和一位凭借出众的歌唱能力和一位美国歌剧导演成为姻亲的意大利葬礼布置人。

## 剧情
影片讲述了四个发生在罗马的单独故事，其中第二个直接抄袭了费德里柯·费里尼电影《白酋长》，部分地方略有改动。
美国人哈莉夏天去罗马旅游时，爱上了当爹义务律师米开朗基罗，两人还订了婚。他的双亲，杰瑞（伍迪·艾伦 饰）和菲莉丝飞往意大利去探望她的未婚妻及其父母。期间，米开朗基罗从事殡葬行业父亲占卡罗在洗澡时一展歌喉时，打动了声名狼藉的退休歌剧导演杰瑞，杰瑞想向大家展示占卡罗的才华。一开始占卡罗并不情愿，但经过杰瑞的说服，占卡罗在歌剧界一众大佬们前试演，但在这种环境的表演中很糟糕。米开朗基罗责怪杰瑞让他老爸难堪，认为他利用老爸挽回失败的职业生涯，从而加深了米开朗基罗和哈莉之间的不信任。后来，杰瑞开始意识到占卡罗的天赋其实和他在淋浴时感觉到的自信和自由有密切联系。杰瑞在罗马竞技场安排了一场音乐会，让占卡罗在舞台上面特制的淋浴间内洗澡时表演。演出很成功，杰瑞和占卡罗于是计划表演歌剧《小丑情泪》，所有的场景都在非常违和的淋浴中呈现。一边，占卡罗获得如潮好评，但另一边杰瑞没有意识到别人一直骂他是“imbecille”（意大利语的“傻子”）。占卡罗决定从歌剧演唱事业中隐退，重拾殡葬行业的饭碗，希望能有更多的时间陪伴家人。但能实现表演《小丑情泪》的梦想，他很感激，而他的成功也修补了米开朗基罗和海莉之间的关系。
新婚燕尔的安东尼奥在叔叔安排下，带着妻子米莉搬到罗马，掌管家族生意。在酒店登记入住后，米莉在见安东尼奥的亲属前光顾美容院，不料迷了路，手机也丢了，最终误打误撞闯入了电影片场，意外碰到她非常崇拜的演员卢卡·萨尔塔。萨尔塔邀请她共进晚餐。回到酒店，安东尼奥迟迟没有等到米莉回来，心急如焚，和叔叔阿姨的晚餐要推迟了。此时，一位叫安娜的妓女进了他的房间。尽管遭到安东尼奥的抗议，她还是将他摁倒在地，此时亲戚们正好到场，场面一度尴尬。安东尼奥挽回颜面的唯一办法，就是把安娜当成米莉介绍，于是他劝说安娜佯装成米莉。众人在卢卡接待米莉的餐厅吃饭，安东尼奥看到卢卡和米莉调情，非常嫉妒，然而调情中的两人并没有觉察到安东尼奥。安东尼奥的叔叔阿姨之后带他去参见派对。安东尼奥和他所认识到的人并没有什么共同之处，不过大多数男嘉宾是安娜的顾客。安娜和安东尼奥步入花园，安东尼奥称赞米莉很纯洁。安娜发现他在遇见米莉之前是处男后，把他引到丛林中诱奸。此时，在酒店房间中的卢卡也在引诱米莉，米莉决定和他发生性关系，但后来一名持械的小偷闯入，要求他们交出随身财物。突然，卢卡的妻子带着一位私家侦探到场。米莉和小偷狼狈爬上床，骗萨尔塔夫人，说房间是他们订的，卢卡则藏在浴室中。趁着妻子离开，卢卡赶紧跑掉，之后小偷和米莉调情并发生性关系。米莉回自己房间后，和安东尼奥决定回到他们家乡，但还是先做爱要紧。
莱奥波尔多和妻子与两个孩子过着平淡生活。他最惬意的时光莫过于盯着老板的性感秘书塞拉菲纳在办公室走来走去。令人费解的是，一天早上他睡醒时发现自己成了举国街知巷闻的名人。他的一举一动都有狗仔队追踪，记者问他早餐吃什么，内裤是三角的还是平角的，什么时候会下雨，划伤了那只手。莱奥波尔多甚至成了他公司的经理，塞拉菲纳跟他上了床。他开始和模特约会，参加各种花哨的电影首映礼，他所获得的关注丝毫不减。一天，在接受采访时，记者发现有位男士“样貌更加吸引人”，便冷落了莱奥波尔多。最初莱奥波尔多很接受回归到往日生活，但没有人找他要签名，他还是没能适应过来，于是一天中午瘫倒在地上。莱奥波尔多认识到，不管是名人还是凡人，生活可能是单调乏味的。尽管如此，当个疲倦的名人比当疲倦的凡人要好得多。
知名建筑师约翰带着妻子和好友重返阔别了三十多年的罗马，他打算故地重游，没和其他人去观光。在找以前住过的寓所时，约翰碰到了美国的建筑系学生杰克（杰西·艾森伯格 饰），杰克认出了他。杰克恰好住在约翰旧屋，他邀请约翰上楼，还把女朋友莎莉（格蕾塔·葛韦格 饰）介绍给他认识。约翰似乎对杰克的过往了如指掌，对事件的观察非比寻常地坦率。莎莉告诉杰克，她邀请了闺蜜、演员莫妮卡和他们一起住，告诉杰克莫妮卡（艾伦·佩姬 饰）散发的性冲动很让男人抓狂。约翰猜测莫妮卡会带来麻烦，不断告诉杰克，莫妮卡会给他带来厄运。即便约翰要杰克提防莫妮卡耍小花招，杰克还是没能抗拒她的魅力。莎莉竭力撮合莫妮卡和莱昂纳多，她们的共同好友，杰克对他们的关系很嫉妒。一天晚上，他和莫妮卡给莎莉和莱昂纳多做晚饭，两人不断卿卿我我，最终杰克亲了莫妮卡，之后还玩起了车震。这时，痴情于莫妮卡的杰克计划丢下莎莉去追莫妮卡，但两人认为，杰克必须等到莎莉完成期中考试，所以要暂时分别。三人在莎莉考完试后出去吃午饭，两人独处时，杰克告诉莫妮卡，他计划当晚和莎莉分手。接下来，莫妮卡要去洛杉矶和东京拍戏，必须全身心投入到角色的准备中。她忘记要和杰克去旅游，杰克也意识到她有多么的肤浅。约翰和杰克相逢在他们最开始遇见彼此的街道转角处。约翰的全部经历很可能是他对30年前事情的记忆，似乎也暗示了莎莉如今是他的妻子。

## 阵容
哈莉的故事
- 艾莉森·皮尔 饰 哈莉，米开朗基罗的未婚妻
- 弗拉维奥·帕伦蒂（義大利語：Flavio Parenti） 饰 米开朗基罗，哈莉的未婚夫
- 伍迪·艾伦 饰 杰瑞，哈莉的父亲、菲莉丝的丈夫
- 茱蒂·戴维斯 饰 菲莉丝，哈莉的母亲，杰瑞的妻子
- 法比奥·阿米里雅图（英语：Fabio Armiliato） 饰 占卡罗，米开朗基罗的父亲

莱奥波尔多的故事
- 羅貝托·貝尼尼 饰 莱奥波尔多，公司文员
- 莫尼卡·纳波 饰 索菲亚，莱奥波尔多的妻子
- 塞西莉亚·卡普里奥蒂 饰 塞拉菲纳，秘书

安东尼奥的故事
- 亚历山德罗·提贝帝（義大利語：Alessandro Tiberi） 饰 安东尼奥，米莉的丈夫
- 亚历山卓马·斯特罗纳尔迪（英语：Alessandra Mastronardi） 饰 米莉，安东尼奥的妻子
- 佩内洛普·克鲁兹 饰 安娜，妓女
- 西蒙娜·卡帕里尼（英语：Simona Caparrini） 饰 琼，安东尼奥的阿姨
- 奥内拉·马蒂（英语：Ornella Muti） 饰 皮娅，知名女演员
- 安东尼奥·阿尔巴内斯（英语：Antonio Albanese）[5] 饰 卢卡·萨尔塔，知名演员
- 里卡多·史卡馬西奧 饰 酒店小偷
- 罗伯托·德拉·卡萨（英语：Roberto Della Casa） 饰 保罗，安东尼奥的叔叔
- 裘林諾·傑馬 饰 酒店经理

约翰的故事
- 艾力·寶雲 饰 约翰·福伊，知名建筑师，杰克老熟人和顾问
- 傑西·艾森柏格 饰 杰克，莎莉男朋友
- 格蕾塔·葛韦格 饰 莎莉，杰克女朋友，莫妮卡闺蜜
- 艾倫·佩姬 饰 莫妮卡，莎莉闺蜜
- 利诺·古安夏雷（英语：Lino Guanciale） 饰 莱昂纳多

其他
- 克里斯蒂安娜·帕拉佐尼（義大利語：Cristiana Palazzoni），电视新闻节目《TG3》女记者，实际上她是意大利电视台Rai 3的记者，她的戏在TG3摄影棚拍摄[6]
- 皮耶路易吉·马尔基翁（Pierluigi Marchionne），影片开头的交警，他实际上罗马的警察。伍迪·艾伦看到他在威尼斯廣場指挥交通，便把他拉到片场[7]

## 制片
罗马的发行商为艾伦提供影片的资金支持，只要这部电影在罗马拍摄。艾伦接受了，认为这个条件是在这座城市工作的方式，“从单一来源迅速获得资金”。影片的四个片段改编他在创作剧本时积攒的点子和笔记，主题是“名誉和成就”。不过，艾伦不打算让他们在主题上紧密相连。最初，他参考乔万尼·薄伽丘的《十日谈》，给影片起名为《波普十日谈》（Bop Decameron），可惜没人能理解当中的含义，他就把片名改成《尼禄弹琴》（Nero Fiddles）。新片名也很让人困惑，最终他定名《爱在罗马》，虽然他本人很讨厌这个名字。

## 评价
索尼经典电影于2011年12月收购电影发行权。影片在票房上大获成功，截至2012年11月15日美国票房1668万美元，全球票房截至2012年11月27日为7303万票房，是伍迪·艾伦个人票房第四高的电影。
影评人的评价褒贬不一。汇总媒体烂番茄根据165条影评打出43%的分数，平均分5.4/10。网站共识写道：“《爱上罗马》是伍迪·艾伦将意大利闹剧、奇幻和喜剧明信片拼凑出来的作品，成绩平平。”Metacritic基于38条专业影评给出54/100的平均分，表示“褒贬不一”。罗杰·艾伯特打出3/4星，写道：“《爱上罗马》没有特别让人兴奋或惊讶，但应大家的要求制造了一种愉悦感”。
《纽约时报》的A·O·斯科特认为有些场景“是急急忙忙随意塑造的”，部分对白“拖沓，准备不充分”，但认为“《爱上罗马》其中一个出彩的地方是它将似是而非和超现实主义融汇，毫不掩饰地沉醉于纯粹的愚蠢的方式”。另一方面，《纽约客》的大卫·邓比认为影片“轻松且节奏快，在银幕上展现了导演多年来最尖刻的对白和演技。”
然而，罗比·科林和提姆·罗比认为本片是伍迪·艾伦最糟糕的作品。
2017年，艾伦·佩姬也在Facebook上贴文称参演《爱在罗马》是她职业生涯最大的遗憾。《纽约每日新闻》解读，这番话暗指伍迪涉嫌性侵养女一事。她表示，其他人给她施加压力，告诉她“当然你必须肯定伍迪·艾伦的这部电影”，说“我犯了个天大的错误”。2018年1月，格蕾塔·葛韦格她对参演这部电影也很遗憾，如果当事知道有性侵的事，绝不会拍这部电影，同时她宣布不再和伍迪合作。